# Robert Siewert

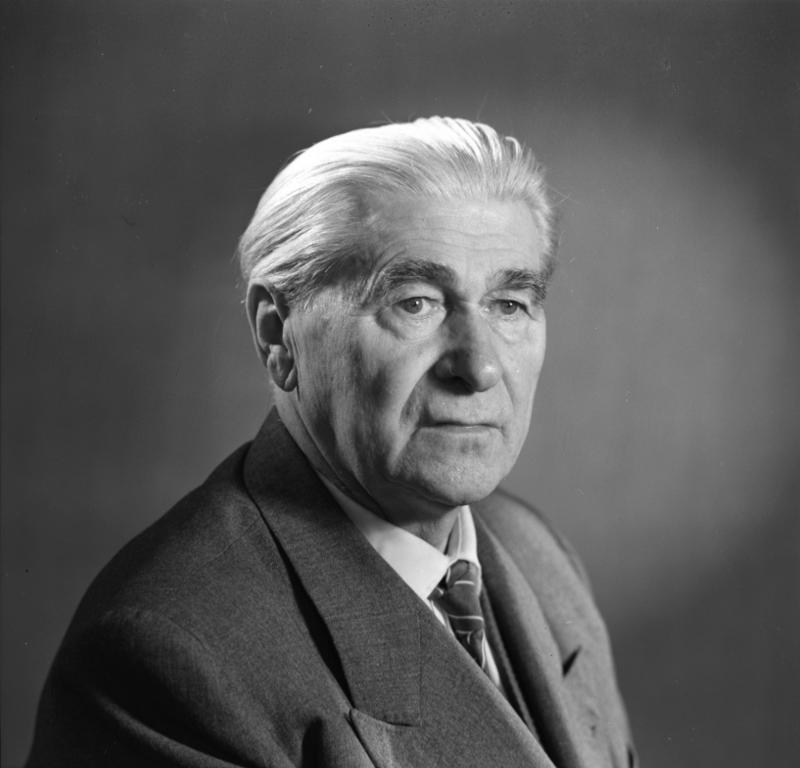
Robert Siewert (1968)

Robert Siewert (* 30. Dezember 1887 in Schwersenz/Posen; † 2. November 1973 in Ost-Berlin) war ein deutscher Politiker und Widerstandskämpfer gegen den Nationalsozialismus.

## Leben

### Jugend, Krieg und frühe Weimarer Zeit
Siewert war Sohn eines Zimmermanns und wurde Maurer. Nach seiner Lehre ging er auf Wanderschaft und wurde im Jahr 1906 Mitglied der SPD. 1908 bis 1915 arbeitete er als Maurer in der Schweiz und lernte dort Lenin und Heinrich Brandler kennen. Im Landtagshandbuch Sachsen-Anhalt gibt er an, aufgrund politischer Tätigkeiten in der Schweiz verhaftet worden zu sein. 1913/1914 arbeitete er als Lokalsekretär des Schweizerischen Bauarbeiterverbands in Bern.
Im Ersten Weltkrieg war Siewert als Soldat an der Ostfront und betätigte sich dort illegal für den Spartakusbund. 1918 gehörte er dem Soldatenrat der X. Armee an und wurde danach Mitglied der KPD.
Im Jahr 1919 wurde Siewert Polleiter im Bezirk Erzgebirge-Vogtland, 1919 und 1920 Parteitagsdelegierter und schließlich Schriftführer auf dem Vereinigungsparteitag mit der USPD. 1920 wurde er in den Sächsischen Landtag gewählt, dem er bis 1929 angehörte. Auf den KPD-Parteitagen 1921 und 1923 wurde er in den Zentralausschuss gewählt. 1922 war er Delegierter beim IV. Weltkongress der Kommunistischen Internationale (KI). 1922 trat er in die Leitung der Parteiverlage ein. 1923 wurde er Polleiter in Chemnitz.
Sein politischer Standort lässt sich zwischen den „Brandleristen“ und der „Mittelgruppe/Versöhnler“ ansiedeln. Bereits 1924 war er seiner Parteifunktionen enthoben und nach Berlin gesandt worden, wo er zunächst nur noch unbedeutende Funktionen ausüben durfte. Zusammen mit Hans Beck organisierte er ab 1926 die Arbeiterdelegation in die Sowjetunion. Später arbeitete er als Redakteur der Einheit, einer sich an linke Sozialdemokraten richtenden Zeitschrift.

### Gegen die Stalinisierung der KPD

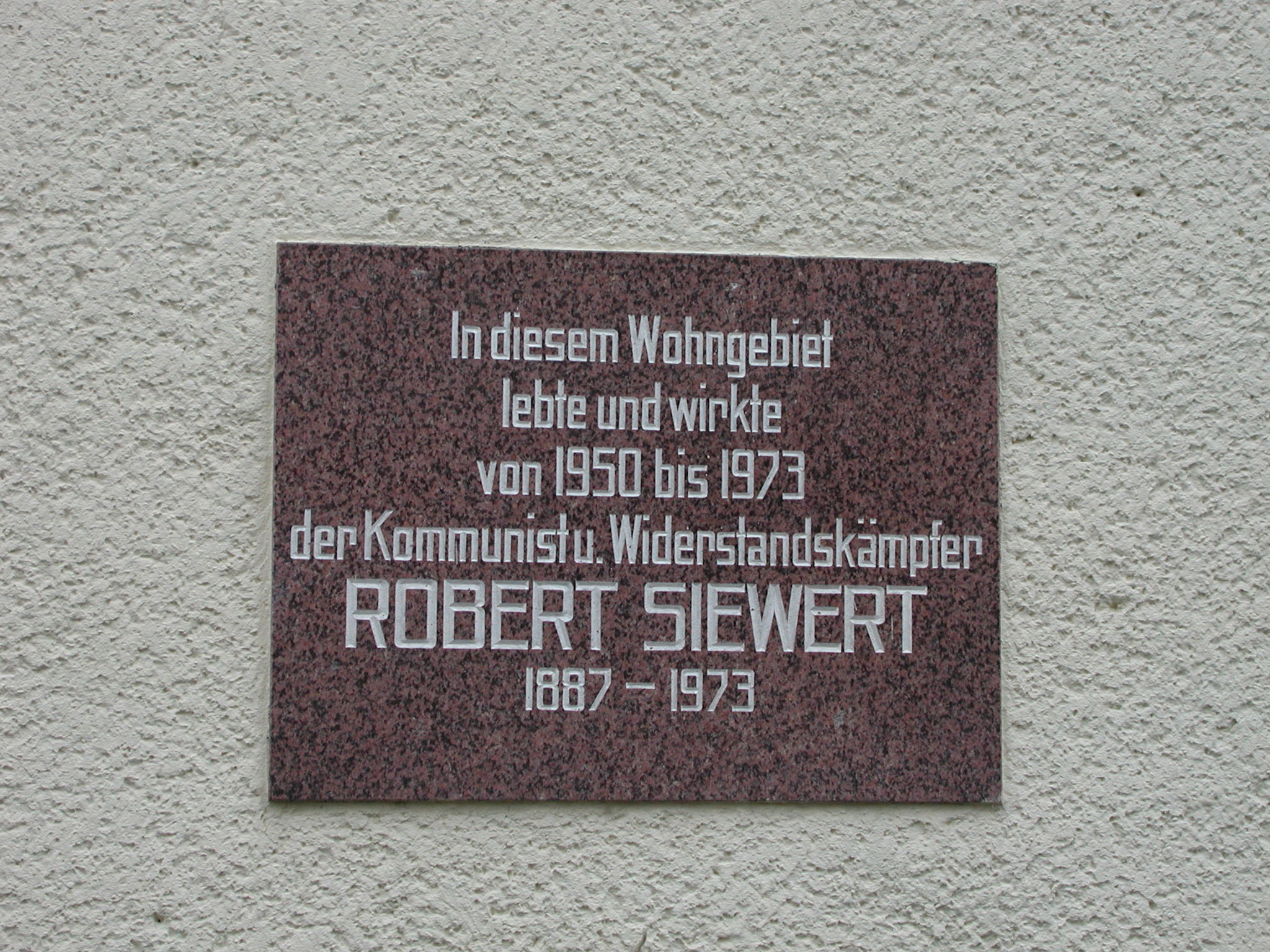
Gedenktafel für Siewert an einem Haus im Römerweg nahe Treskowallee

Weil er in seiner Parteitätigkeit die Position der „Brandleristen“ vertrat, wurde er Ende 1928, im Zuge der „Stalinisierung“ der KPD, seiner Funktionen enthoben und am 14. Januar 1929 aus der KPD ausgeschlossen.
Robert Siewert wurde aktiver Funktionär der Kommunistischen Partei-Opposition (KPO) und Mitglied der Bezirksleitung Westsachsens und behielt sein Landtagsmandat als Mitglied einer fünfköpfigen KPO-Fraktion im Sächsischen Landtag. Von 1931 bis 1933 arbeitete er als Verlagsleiter der Tageszeitung Arbeiterpolitik zuerst in Leipzig, dann in Berlin.
Von 1933 bis zu seiner Verhaftung gehörte er gemeinsam mit Erich Hausen und Fritz Wiest zur ersten illegalen Reichsleitung der KPD(O). Der in Berlin-Weißensee, Schönstraße 32, lebende Siewert wurde Ende März 1935 in Verwahrungshaft genommen.

### Widerstand gegen den Nationalsozialismus
Von den Nationalsozialisten wurde er unter dem Vorwurf der „Vorbereitung zum Hochverrat“ vom Volksgerichtshof zu drei Jahren Zuchthaus verurteilt und war ab 1935 in Luckau inhaftiert. Im September 1938 wurde er in Schutzhaft genommen und in das KZ Buchenwald überstellt. Dort näherte Siewert sich politisch wieder der KPD an. Er wurde an führender Stelle in der illegalen Einheitsorganisation des Lagers, die aus Kommunisten und Sozialisten bestand, tätig; vielfach setzte sich Siewert für jüdische Mithäftlinge und im Lager gefangen gehaltene Kinder ein und organisierte für polnische und jüdische Jugendliche einen Maurerlehrkurs. In Buchenwald war Siewert von 1938 bis 1944 Kapo beim Baukommando I.
Nachdem er Ende August 1944 auf einer von Willi Bleicher organisierten illegalen Gedenkfeier für den kurz zuvor ermordeten Ernst Thälmann eine Rede gehalten hatte, war er zusätzlichen Repressalien durch die SS ausgesetzt. Die Befreiung des Lagers durch die 3. US-Armee im April 1945 bewahrte ihn vor der drohenden Hinrichtung.

### Politische Tätigkeit in der SBZ
Nach seiner Befreiung aus dem KZ trat Siewert wieder der KPD bei und ließ sich in Halle (Saale) nieder. Er wurde 1. Vizepräsident der Provinzialverwaltung Sachsen-Anhalt. Von 1945 bis 1950 war er Innenminister von Sachsen-Anhalt. 1945/46 war er Mitglied der KPD-Bezirksleitung bzw. des SED-Landesvorstandes und ab 1949 des „Kleinen Sekretariats“ der SED-Landesleitung. Bei der Landtagswahl in der Provinz Sachsen 1946 wurde er in den Landtag der Provinz Sachsen gewählt. Am 17. April 1947 legte er das Mandat nieder. Nachrücker im Landtag wurde Adam Wolfram. Im Rahmen der stalinistischen Parteisäuberungen wurde Siewert im Jahr 1950 aufgrund seiner KPO-Vergangenheit all seiner Ämter enthoben – und zum Leiter der Hauptabteilung II (Allgemeines Bauwesen) im Ministerium für Aufbau degradiert. Sein „selbstkritischer“ Artikel, in dem er die „parteifeindliche Rolle“ der KPO einräumte, erschien am 25. Januar 1951 im Neuen Deutschland, wurde jedoch seitens des ZK als ungenügend bezeichnet. Die Zentrale Parteikontrollkommission (ZPKK) legte Wert auf die Feststellung, dass die KPO nicht eine Agentur des Finanzkapitals geworden, sondern dies bereits von Anfang an gewesen sei. Da die Selbstkritik Siewerts als nicht ausreichend empfunden wurde, verlor Siewert jeglichen politischen Einfluss.

### Rehabilitierung

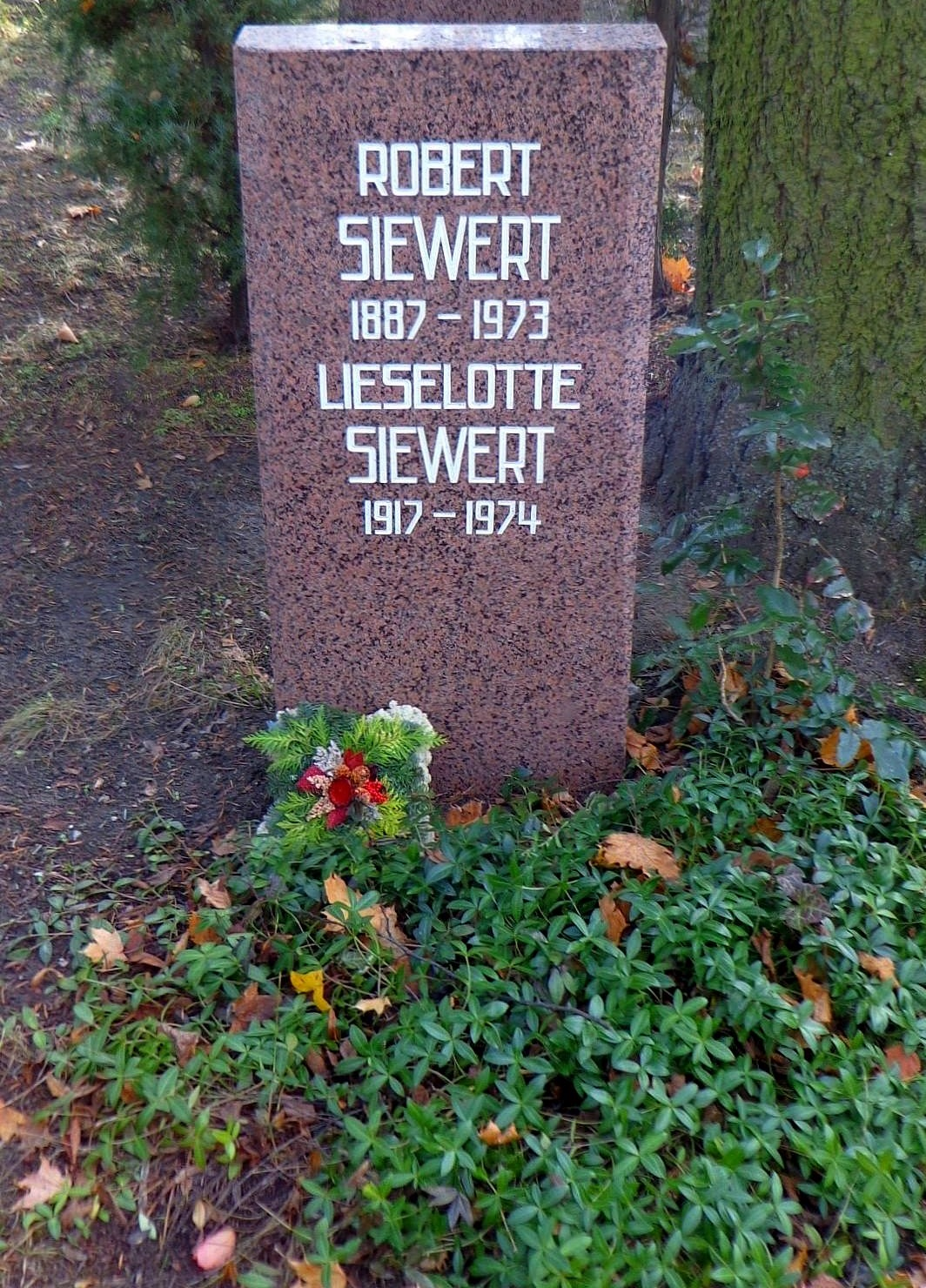
Grabstätte

Im Zuge der Entstalinisierung wurde Siewert rehabilitiert und mehrfach mit Orden ausgezeichnet. 1958 schlug Gerhard Kosel Siewert als Kaderleiter im Ministerium für Bauwesen vor, um einen zuverlässigen Genossen an dieser wichtigen Stelle zu haben. Diese Personalie wurde, wiederum aufgrund seiner vormaligen KPO-Mitgliedschaft, abgelehnt. Siewert blieb bis 1967 Abteilungsleiter im Bauministerium und bis ins hohe Alter im Präsidium des Komitees der Antifaschistischen Widerstandskämpfer. Er hat an der Einrichtung der Mahn- und Gedenkstätten wie Buchenwald, Sachsenhausen und Ravensbrück entscheidend mitgewirkt.
Siewert starb am 2. November 1973 und wurde in der Grabanlage Pergolenweg des Zentralfriedhofs Friedrichsfelde bestattet. In einem offiziellen Nachruf seitens der SED wurde er als „engster Kampfgefährte Ernst Thälmanns“ bezeichnet.

## Ehrungen
In Berlin-Karlshorst, im Chemnitzer Fritz-Heckert-Gebiet und in Weimar sind Straßen nach Robert Siewert benannt. Im sächsischen Beutha und im brandenburgischen Dahme/Mark trugen bis zur Deutschen Wiedervereinigung Schulen seinen Namen. 1976 wurde ein Straßenbauregiment (Bausoldaten) der Nationalen Volksarmee mit Standort in Neuseddin nach ihm benannt. Die Deutsche Post der DDR gab 1987 zu seinen Ehren eine Sondermarke in der Serie Persönlichkeiten der deutschen Arbeiterbewegung heraus. Außerdem wurde zu DDR-Zeiten die Betriebsberufsschule des VEB Ausbau und Modernisierung in Ost-Berlin nach ihm benannt.
Siewert erhielt nach seiner Rehabilitierung zahlreiche staatliche Auszeichnungen der DDR, darunter
- den Karl-Marx-Orden
- den Vaterländischen Verdienstorden in der Stufe „Ehrenspange“
- den Ehrentitel Held der Arbeit (1972)
- den Ehrentitel Verdienter Bauarbeiter der DDR (1973).

## Veröffentlichungen (Auswahl)
- (mit Hans Zaspel): Bericht über die Erfahrungen, die in der Vorbereitung zur Anwendung der analytisch-rechnerischen Methode der Arbeitsnormung in der Bauwirtschaft in den Jahren 1958 bis 1960 gesammelt wurden. Deutsche Bauakademie, Leipzig 1960.